# Hnutí Bohyně

Symbol bohyně

Hnutí Bohyně (anglicky Goddess movement) je feministické hnutí kladoucí důraz na specificky ženskou spiritualitu inspirovanou představou matriarchální společnosti a kulty různých bohyň, především hypotetickým kultem Velké bohyně. Lze jej tak chápat jako spojení feminismu a novopohanství. Některé významné členky hnutí, jako Zsuzsanna Budapestová, jsou separatistickými feministkami a z hnutí vylučují muže, jiné jako Starhawk nebo Carol Christová je naopak vítají.

## Historie
Kořeny hnutí leží ve Spojených státech v roce 1971 kdy Zsuzsanna Budapestová založila coven Susan B. Anthony otevřený pouze feministkám, který se tím lišil od tradičních covenů které jsou typicky smíšené. Následně byl také založen časopis Thesmophoria: Voice of New Women's Religion a založen čarodějnický obchod The Feminist Wicca. V roce 1973 a 1974 pořádala lesbicko-feministická komunita Big Mama Rag oslavy letního slunovratu v Novém Mexiku, v roce 1974 byl založen časopis Woman Spirit a v roce 1975 byla pořádána v Bostonu první konference o ženské spiritualitě. Následně hnutí proniklo i do Spojeného království a dalších evropských zemí: Německa, Dánska, Norska, Švédska a Nizozemska.

## Náplň
Hnutí Bohyně podle Denise Dijka zahrnuje tři základní aspekty:
- studium matriarchálních společností,
- vytváření ženské kultury,
- feministické čarodějnictví.

## Kritika
Hnutí je kritizováno jak z feministické tak z akademické perspektivy jako romantické, utopické a založené na falešných představách a tvrzeních o starověkých společnostech a náboženství. Z feministické perspektivy je také odmítán esencialismus hnutí chápající ženu jako totožnou s přírodou a jako přirozenou pečovatelku. Významnou kritikou je například kniha The Myth of Matriarchal Prehistory: Why An Invented Past Will Not Give Women a Future religionistky Cynthie Ellerové z roku 2000.